# Торит

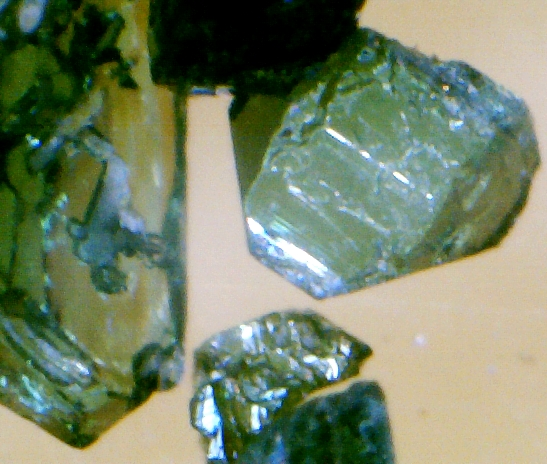
Торит

Торит — мінерал класу силікатів, ортосилікат торію острівної будови.

## Етимологія та історія
Названий за хімічним елементом торій, який містить цей мінерал.
Торит був вперше відкритий у 1828 році норвезьким священиком і мінералогом Мортеном Траном Есмарком (1801–1882)) на норвезькому острові Левойя (Løvø) у Лангесундсфіорді в норвезькій провінції Телемарк і був науково описаний у 1829 році Єнсом Якобом Берцеліусом, який назвав мінерал на честь хімічного елемента торію.
Перші зразки ториту були надіслані Мортеном Траном Есмарком його батькові Єнсу Есмарку, який був професором мінералогії та геології  в Королівському університеті Фредеріка. А він уже передав зразки мінералу Єнсу Берцеліусу.

## Загальний опис
Хімічна формула: Th[SiO4]. До ⅓ торію ізоморфно заміняється на уран. Тому у сучасних джерелах подають формулу (Th, U) SiO4. Крім того, торій частково заміняється церій, а кремній на Р. Містить (%): ThO2 — 81,5; SiO2 — 18,5. 
Сингонія тетрагональна. Дитетрагонально-дипірамідальний вид. Форми виділення: вкрапленість, суцільні маси, дрібні кристали, схожі на циркон, але темніші. Окремі зерна у розсипах. Спайність по (110) ясна. Густина 4,0–5,2. Твердість 4,5–6,0. Структура побудована тримірним каркасом координаційних восьмигранників атомів торію, інкрустованих ізольованими [SiO4]-тетраедрами. Ізоструктурний з цирконом, коффінітом і ксенотимом. Поліморфна модифікація ThSiO4 — гаттоніт. Колір чорний, бурий, червонувато-бурий, помаранчевий (оранжит). Блиск скляний до смолистого. Прозорий, анізотропний. Метаміктні різновиди непрозорі. Злам раковистий. Крихкий. Сильно радіоактивний, парамагнітний. Іноді володіє яскравою люмінесценцією в зеленувато-жовтих тонах. Розчиняється в хлоридній кислоті з виділенням драглистого осаду кремнезему. Утворюється в гранітах в асоціації з цирконом, монацитом, в пегматитах — в асоціації з уранінітом і циртолітом.

## Розповсюдження
Знахідки: Бревік, Лангесундсфіорд (Норвегія), Лінденес (Швеція), Корнуолл (Велика Британія), о. Мадагаскар. Добувається, зокрема, з розсипів (родовища Норвегії, Конго, на о. Мадагаскар). Руда торію.

## Різновиди
Розрізняють:
- торит арсенистий (різновид ториту, який містить до 3,62 % As);
- ауерліт (різновид ториту, який містить до 9 % Р2О5,
- рідкісні землі та СаО),
- торит залізний (фериторит — різновид ториту, який містить до 13 % Fe2O3);
- торит залізно-сульфатистий (різновид ториту з Східного Сибіру, який містить понад 9 % Fe2O3, 4,19 % S і 1,35 % SO3);
- торит залізно-уранистий, фериураноторит (різновид ториту, який містить окисне залізо і 8,73 % U);
- торит манганистий (різновид ториту з родовищ Казахстану, який містить 13 % MnO);
- оранжит (напівпрозорий різновид ториту помаранчевого кольору),
- торит урановий (ураноторит — різновид ториту, який містить за Є.Лазаренком 10-16 % UO3; за К.Фреєм може містити до 50 % U).

## Інтернет-ресурси
- Handbook of Mineralogy - Thorite (englisch, PDF 62,4 kB)